# Parafia św. Józefa i Matki Bożej Częstochowskiej w Jedwabnie
Parafia Świętego Józefa i Matki Bożej Częstochowskiej w Jedwabnie – rzymskokatolicka parafia w Jedwabnie, należąca do archidiecezji warmińskiej i dekanatu Szczytno.
Została utworzona w 1932.

## Proboszczowie[1]
- ks. Łukasz Popiół (1957-1972)
- ks. Jan Suwała (1972-1983)
- ks. Tadeusz Kask (1983-1994 †)
- ks. Józef Misiak (1994-2012)
- ks. Roman Lompa (od 2012)